# San Julián de Vega
Vega (llamada oficialmente San Xulián da Veiga) es una parroquia española del municipio de Sarria, en la provincia de Lugo, Galicia.

## Otras denominaciones
La parroquia también es conocida por los nombres de San Julián de Vega y San Xulián de Veiga.

## Organización territorial
La parroquia está formada por seis entidades de población, constando cinco de ellas en el nomenclátor del Instituto Nacional de Estadística español:

### Entidades de población
Entidades de población que forman parte de la parroquia:
- Carricova
- Cruces (As Cruces)
- Lezoce
- Montes (O Montés)
- San Xulián

### Despoblado
Despoblado que forma parte de la parroquia:
- Airexe

## Demografía
| Gráfica de evolución demográfica de Vega entre 2000 y 2021 |
|                                                            |
| Datos según el nomenclátor publicado por el INE.           |